# Campeonato Canadense de Futebol de 2020
O Campeonato Canadense de Futebol de 2020 foi a 13ª edição do torneio organizado pela Associação Canadense de Futebol. O título será decidido em uma única partida entre um representante da Major League Soccer e da Canadian Premier League, no primeiro trimestre de 2021. O campeão da competição se classifica para a Liga dos Campeões da CONCACAF de 2021. Antes da pandemia de COVID-19, estava agendado para ser realizado de 16 de junho a 24 de setembro de 2020, entre doze equipes.
As doze equipes originalmente planejadas para participar eram os três clubes da MLS, sete clubes da Canadian Premier League e os campeões da League1 Ontario e da Première Ligue de soccer du Québec.

## Formato
O torneio consistiu exclusivamente em uma final a ser disputada entre o vencedor do confronto direto entre uma equipe canadense da Major League Soccer e o campeão da Canadian Premier League.

### Formato original
O formato da competição foi ligeiramente alterado em relação à edição de 2019 para acomodar a saída do Ottawa Fury FC. As quatro fases do torneio seriam disputadas em um partidas de ida e volta. A equipe campeã da League1 Ontario, Master's FA, a equipe campeã da Première Ligue de soccer du Québec, A.S. Blainville e as seis equipes que disputam a CPL entrariam na fase preliminar. As três equipes da MLS e uma equipe da CPL restante (melhor colocada no Campeonato Canadense de Futebol de 2019) entrariam nas quartas de final. O Atlético Ottawa não foi incluído no formato original porque se juntou à CPL após o anúncio do calendário.
O formato foi revisado em junho para excluir os campeões da League1 Ontario e da Première Ligue de soccer du Québec de 2019, que se classificaram para o torneio na edição de 2021. A inclusão do Atlético Ottawa também foi confirmada.

## Participantes
| Equipe     | Liga                    | Cidade            | Aparições anteriores em finais (negrito indica campeão) |
| ---------- | ----------------------- | ----------------- | ------------------------------------------------------- |
| Toronto FC | Major League Soccer     | Toronto, Ontário  | 7 (2011, 2012, 2014, 2016, 2017, 2018, 2019)            |
| Forge FC   | Canadian Premier League | Hamilton, Ontário | —                                                       |

## Qualificação

### Major League Soccer
As três equipes canadenses jogaram entre si por três vezes. A equipe com mais pontos ganhos nestas partidas foi o Toronto FC, que se classificou para a disputa da final.

### Canadian Premier League
O campeão da edição de 2020 da Canadian Premier League, Forge FC se classificou para a disputa da final.

## Final
| 4 de junho de 2022 | Forge FC   | 1 – 1     | Toronto FC  | Tim Hortons Field, Hamilton              |
|                    | Borges 60' | Relatório | Pozuelo 57' | Público: 13,715 Árbitro: Silviu Petrescu |

|                                                     |       | Penalidades                                      |  |
| *Achinioti-Jönsson Campbell Pacius Bekker Choinière | 4 – 5 | * Jiménez Salcedo Kerr Pozuelo Perruzza Thompson |  |

1–1 no placar agregado. Toronto FC venceu na disputa por pênaltis.

## Premiação
| Campeonato Canadense de Futebol de 2020 |
| --------------------------------------- |
| Á definir Campeão (? º título)          |